# Carlo Antonetti
Carlo Antonetti (Notaresco, 18 ottobre 1960) è un dirigente sportivo ed ex cestista italiano.

## Biografia
Ha giocato, come cestista, a Teramo (1973/1978-1981/1985), Roseto (1979/1980) e Campli (1986/1991) ed è stato Campione Abruzzese assoluto di tennis nel 1984.
Dal 1999 al 2011, Antonetti è stato Presidente proprietario del Teramo Basket che ha conquistato in due anni solari (2002-2003) due promozioni consecutive dalla Serie B di Eccellenza alla Serie A, che ha partecipato ad otto campionati consecutivi di Serie A (2003/2011), che ha raggiunto nell’anno 2008/2009 il terzo posto in Serie A, la semifinale di Coppa Italia e l’accesso ai play-off scudetto contro l’Armani Jeans Milano e che ha partecipato nell’anno 2009/2010 all’Eurocup contro l’Alba Berlino, il Galatasaray di Istanbul e l’Azovmash Mariupol.
Nell’anno 2009 Antonetti è stato eletto secondo miglior dirigente della Lega Pallacanestro di Serie A, nell’anno 2010 ha ricevuto il Premio Speciale “Pietro Reverberi” – “Oscar del basket” per il “Contributo fornito al basket italiano”, negli anni 1996/1998 è stato Vicepresidente della Lega di Serie B d’Eccellenza e negli anni 2006-2009 è stato componente del Consiglio di Presidenza della Lega di Pallacanestro di Serie A.
Laureato in Giurisprudenza presso l'Università degli Studi "Gabriele d'Annunzio" nel 1984, esercita la professione di avvocato.
È sposato con Maria Barbara ed ha tre figli, Matilde, Giorgio e Marco.
Si è candidato come sindaco di Teramo per il centro-destra alle comunali del 2023, perdendo al primo turno con il 36,43% dei voti.